# Type 26 (lớp khinh hạm)
Global Combat Ship (GCS), còn được biết với tên gọi Type 26 Global Combat Ship, hoặc đơn giản hơn là Type 26 , GCS, là một kiểu tàu chiến được thiết kế theo đặt hàng của Bộ Quốc phòng Anh. Nó được dự định để thay thế cho lớp tàu chiến kiểu Type 23 frigate đang hoạt động trong Hải quân Hoàng gia Anh.
Chương trình khởi động từ năm 1998, ban đầu với tên gọi "Future Surface Combatant (FSC)". Năm 2010, thiết kế của BAE Systems Surface Ships trúng thầu với tên gọi Type 26 Global Combat Ship. Dự kiến, việc đóng tàu sẽ khởi động vào năm 2015 và chiếc đầu tiên của lớp T26 GCS sẽ đưa vào trang bị năm 2022.

## Khái quát
T26 GCS được thiết kế dưới dạng modul với 3 dạng chính: phòng không (anti air warfare - AAW), săn ngầm (anti submarine warfare - ASW) và đa năng (general purpose - GP). Mỗi dạng đều có cấu hình riêng phù hợp cho công tác.
Theo thiết kế, phiên bản tiêu chuẩn của T26 GCS có thời gian hải trình tối đa đến 60 ngày. Ngoài số thủy thủ đoàn, tàu có thể mang thêm 40 lính thủy quân lục chiến với đầy đủ trang bị và 20 phi công và kỹ sư hàng không. Tàu có sàn đáp cho máy bay trực thăng săn ngầm  và khoang chứa cho tàu cao tốc phục vụ cho công tác truy kích trên biển.